# Модесті Блейз
«Модесті Блейз» (англ. «Modesty Blaise») — британська пригодницька кінокомедія режисера Джозефа Лоузі, що вийшла 4 липня 1966 року.

## Сюжет
Фільм є екранізацією однойменної серії коміксів «Modesty Blaise» і феміністичною пародією на Джеймса Бонда. Суперагент британської секретної служби Модесті Блейз обманюється, вважаючи мертвим свого лютого ворога Гебріела. Ця помилка дорого обходиться Модесті. За допомогою своїх людей Гебріел викрадає Блейз і починає шантаж її помічника Гарвіна, змушуючи викрасти унікальні алмази. Модесті потрапляє у вкрай скрутну ситуацію.

## У ролях
| Моніка Вітті  | ···· | Модесті Блейз            |
| Теренс Стемп  | ···· | Віллі Гарвін             |
| Дірк Богард   | ···· | Гебріел                  |
| Гаррі Ендрюс  | ···· | Таррент                  |
| Розелла Фальк | ···· | міс Фозергілл            |
| Сцилла Гейбл  | ···· | Меліна                   |
| Саро Урці     | ···· | Базіліо                  |
| Тіна Омон     | ···· | Ніколь                   |
| Клів Ревілл   | ···· | Маквіртер/Шейх Абу Тахір |
| Джон Карлсен  | ···· | Олег                     |

## Знімальна група
| Режисер    | ···· | Джозеф Лоузі                                   |
| Сценарій   | ···· | Пітер О'Доннелл, Еван Джонс, Джим Голдевей     |
| Продюсер   | ···· | Джозеф Янні, Майкл Біркетт, Стенлі Дубенс      |
| Оператор   | ···· | Джек Гілд'ярд                                  |
| Композитор | ···· | Джон Денкуорт                                  |
| Художник   | ···· | Річард Макдональд, Джек Шемпен, Беатріс Доусон |
| Монтаж     | ···· | Реджинальд Бек                                 |